# 真魔神 衝擊！Z篇

，為二度製作的電視動畫，於2009年4月4日起每週六在東京電視網播出，全26話。

## 概要
- 以永井豪代表作漫画版為原作，在「Z魔神（日语：Zマジンガー）」的基礎上、加入相關或其他作品一些設定而集大成的原創劇情動畫。由執導「機械巨神－地球靜止之日」、「機動武鬥傳GGUNDAM」等，擅於巨大機器人格鬥戰的今川泰宏擔任導演，並一手包辦系列構成及劇本。
- 初期企畫是全新機械設計的「DAIMAZINGER」，後改為原作傳統取向，即本作《真無敵鐵金剛 衝擊！Z篇》[3]。

## 故事簡介
在能源日漸枯竭的時代，發現可從鍶合金礦石中提取超級能源「光子力」，並以日本熱海為光子力實驗都市。覬覦光子力、企圖征服世界的赫爾博士，所屬阿修羅、布洛肯軍團及機械獸向光子力研究所發動進攻，兜甲兒駕著其祖父製造的超級機器人「無敵鐵金剛Z」挺身而戰……。

## 登場人物

### 魔神軍團
兜甲兒
声：赤羽根健治／台灣：何志威／香港：胡家豪
主人公。無敵鐵金剛Z的駕駛，是個夢想成為機車賽車手的少年。和爺爺十藏、弟弟志郎一起住在熱海。小時候雙親就過世而被爺爺扶養，所以當爺爺被人說壞話時，特別是人家說到祖父的臉很恐怖時會相當憤怒。負責兜家的家事，尤其煮菜的實力不輸給高級餐廳的廚師。
十藏死後，為了打倒阿修羅男爵而要報仇，於是以從翼這邊得到敵人根據地的情報為條件，和志郎一起住在鋼鐵屋並且接受鋼鐵屋五人組的訓練。當初和無敵鐵金剛軍團的每個人都會產生衝突，但後來和他們成為要好的朋友。
隨著故事進行，得知翼是他的母親並且也是殺了他的父親劍造的兇手。讓他和翼變成比較尷尬的關係，因此離開鋼鐵屋而到光子力研究所居住，但在看到凱德拉過去的記憶後知道真相，於是漸漸認同翼是他的母親。第22話從翼的話中能得知他已經可以抓住擁有快到連視覺都留不住的菊之助的肩膀、還把它當作吃早飯一樣的容易，而可以知道他漸漸擁擁有超人的力量。
使用武器時會將像是「金鋼～飛～拳！」等招式拆開來念。
雖然和莎也佳是「朋友以上，戀人未滿」的關係，但因為到目前為止和女性的關係都相當純真，所以會用小學生等級的方式來和她互動。然後本作也和以前的作品不一樣，對莎也佳不再叫她「小姐」，但在第16話停電時叫過她一次「小姐」。
弓莎也佳
声：本多陽子／台灣：吳貴竹／香港：張頌欣
木蘭號的駕駛。比原作的個性還要成熟，對於執著復仇的甲兒一直和無敵鐵金剛軍團的成員們產生衝突感到痛心。
在木蘭號被破壞後就很少登場，原作中就有的維納斯A開發時的性騷擾事件以及和甲兒混浴等色色的場面也被放了進去。這是因為本作中著重於翼這個角色，讓她原本作為本作女主角的設定相當薄弱。而他和甲兒的戀愛也同樣是小學生等級。
阿強
声：松田健一郎／台灣：曹冀魯／香港：劉昭文
君臨全國高校老大頂點的男人，不過自稱本名連作者也不瞭，為取得熱海地區向甲兒挑戰卻輸掉。在無敵鐵金剛登場造成的混亂後，和小杜及小莫一起逗留在鋼鐵屋，並且為了支付住宿費每天在那邊打工，而且還一邊打工一邊製造機器人，最終決戰中也有參戰。另外雖然對甲兒沒好感但也認同他的實力，還對打算逃避決戰的甲兒說出「你還是男人嗎！」來加以叱責他。
和阿杜與小莫3人則是一起操控阿強一號。
小杜
声：吉開清人／台灣：劉傑
阿強的小弟。自稱日本第一的醉拳高手。
小莫
声：中西英樹／台灣：夏治世
阿強的小弟。擅長彈指神功。
蘿莉
声：門田幸子／台灣：林美秀／香港：羅杏芝
雙胞胎的妹妹，和蘿露一起擔任密力翁α的駕駛。本作中姊妹一起變成莎也佳的朋友。
蘿露
声：牧口真幸／台灣：林美秀／香港：羅杏芝
雙胞胎的姐姐，和蘿莉一起擔任密力翁α的駕駛。
東旬
声：一馬芳和／台灣：劉傑
拜翁β的駕駛
大出 政雄
声：澤田將考／台灣：夏治世
獅王號的駕駛。原作中本人說過自己過去是個軍人，但在本作則沒有。

### 兜家
兜十藏
声：鈴木泰明／台灣：曹冀魯／香港：林國雄
世界最頂尖的科學家，獨自製造出無敵鐵金剛Z，是本作的關鍵人物。外型依照原作為準、有一隻眼睛受傷，雖然給人的第一印象就是個年老的瘋狂科學家，但也有性格有趣且愛開玩笑的一面，亦是令甲兒和志郎驕傲的「爺爺」。
將無敵鐵金剛Z交給甲兒後，因為被阿修羅軍團所攻擊的傷勢過重而死並且在不知道自己已經死亡的情形下而仍然和甲兒對話。死後依就出現在各種人物的回憶中。
過去在邁錫尼遺跡中找到宙斯的手腕（鍶合金礦石結晶來源）。因此讓赫爾博士開出將旗下的五大軍團之一交給他的條件來換取他的效忠，但被十藏認為無法和宙斯之手相比而拒絕，也在這時讓他的一隻眼睛因此失明。
亦是光子力研究所地下的科学要塞研究所的建造者。
爺爺
為了在關鍵時刻支援甲兒而留下十藏的「究極電腦系統」。
複製了十藏自己的人格，在發動金剛神翼同時也會讓這個程式一起跟著啟動。另外這時指揮艇的主要控制器上也會出現一個公仔尺寸，從臀部長出像是電器插頭的尾巴的十藏模樣的立體映像。
兜志郎
声：藤村步／台灣：林美秀／香港：許盈
甲兒的弟弟，是個很孩子氣且很有精神的少年。在鋼鐵屋中多和暗黑寺一起行動。有著老成的一面，在迦米亞Q她們入浴時，也和暗黑寺一起偷看。在羅蕾萊篇中等同於實質的主角。在聽到翼是自己的母親且殺了劍造後，離開鋼鐵屋，但在翼受到彼古曼的妖術躺在床上而被甲兒拜託他來照顧翼時，親自叫她「媽媽」、認同翼是自己的母親。
兜劍造
声：高瀨右光／台灣：康殿宏／香港：林保全
甲兒和志郎的父親。本作開始時就被認為已經過世（其實還沒死），甲兒和志郎也沒有太多和他的回憶。隨著故事的進行，他過去的所作所為也漸漸曝光。
和十藏一様，是世界有名的科學家，與十藏和劍鐵也一起參加10年前的巴特斯島挖掘工作。對翼加以棒喝也贏得她的心，不過自己也被邁錫尼的超科學而奪去了心，於是要做出世界上最強的機器人夢想轉變成野心，在和凱德拉合體的狀態下背叛了十藏並且跟著赫爾博士，於是他在鐵也的壓制下被翼所射殺而死（被認為是如此）。
也在第1話中登場，但他是否還活著的疑問直到中盤才被暗示，第14話中雖然有說出他要奪取史托洛海姆城的系統而從地獄復活過來的話，但那是透過裝在迦米亞Q的程式所出現的影像。第20話中他自己駕駛ENERGER Z出現，不過這是布洛肯的變裝。第21話中則是修理好迦米亞並幫助暗黑寺活下來的人物，雖然沒有真正出現卻能知道他還活著。
第25話中本人終於登場。最終話中說出在赫爾博士挑撥下，將阿修羅男爵本體巫師夫妻的半身塗上腐蝕藥物，將沉睡的邁錫尼人加以虐殺的罪行，自己的右手也跟著被腐蝕掉的「自作自受」悲劇。赫爾博士宣稱要幫他治好手腕而將凱德拉移植到自己身上，導致自己被凱德拉給控制，讓他因此背叛父親和妻子。當宙斯之手破壞凱德拉時也讓他回復理性，便利用凱德拉元件將自己的頭至上肩部分離開來。之後躲避赫爾博士，秘密地為了阻止赫爾博士征服世界計畫和邁錫尼復活而暗中活躍著。
兜翼
声：一城美由希
翼的舊名。是甲兒和志郎的母親，暗地裡和史托洛海姆及劍造進行熾烈的戰鬥。然後她也以甲兒的母親身分活著而且在劇中有活躍表現的狀況來看，在無敵鐵金剛系列的漫画作品「Z魔神」中，甲兒雖然也有另種設定的武道家母親「兜刀子」（かぶと とうこ），但關於在影像作品中擁有完整設定的背景卻還是第一次。
東映動畫版中甲兒的母親則是外貌和翼是截然不同的人物，在終盤中曾有一度被利用於擾亂甲兒和志郎，而做出和甲兒母親一模一樣的仿生人出現。其實在原作漫畫版也有設計過其他造型的草圖，但此設定並未採用。

### 光子力研究所
弓彌之助
声：中博史／台灣：劉傑／香港：李錦綸
日本關於光子力研究的第一人，光子力研究所的現任所長。過去師事過十藏。透過莎也佳來支援無敵鐵金剛Z，本作中因為甲兒最初是以鋼鐵屋為據點，讓他們之間的互動很少。是個表裡不一，個性很認真的人，有著光子力必須用在和平的信念。
另外，東映動畫版叫作「弦之助」，本作中以原作（週刊少年Jump連載時）的名字為準。
最終決戰中防禦彼古曼子爵的猛攻，讓光子力研究所自爆而感到後悔，不過三博士等全部職員都從地下浮上來的科學要塞研究所中安然生存。在布洛肯伯爵折磨莎也佳而要殺了她時，能第一次看到她作為父親激情的一面，用光子力砲將布洛肯伯爵搭乘的機械獸打到毫無殘骸。
三博士
十藏年輕時的同事。雖然同樣學機器人工學，但卻不及十藏的腦袋。在作出密力翁α，拜翁β，獅王號γ後，由光子力研究所提供金剛飛翼作為無敵鐵金剛的飛行系統，並且對於三台機器人使用從十藏那邊傳授過來的技術而裝上無敵鐵金剛用的武器。
最終決戰中裝死來爭取時間，並且秘密地將量產的魔神軍團送到巴特斯島進行總攻擊。
鈍鈍
声：石川浩明／台灣：曹冀魯／香港：梁志達
勁勁
声：中西英樹／台灣：夏治世／香港：盧國權
急急
声：吉開清人／台灣：康殿宏／香港：林保全

### 鋼鐵屋
位於熱海某處的和風溫泉旅館。第9話中從暗黑寺的台詞來看，這也是一家歷史悠久的溫泉旅館。因為位在兜家付近，所以十藏生前每天都會到這裡泡一下露天溫泉。女老闆的翼和5名員工，則是以「鬪魔王傑克」關東貧民街篇、黃金都市篇和「亞馬尻一家」（あばしり一家）中的登場角色為原型。
13話中，在甲兒住下來後，緊急在店內作出指揮艇的飛機庫，在那之中，有著十藏留下來交給翼保管的大量兵器。除了作為主要武器的有光子火箭砲和光子力熱線槍，其中還有被認為是惡魔特搜隊的整套裝備，鬪魔王傑克的巨大獵刀和貧民街之王的盔甲，大太刀等武器。
錦織翼
声：一城美由希／台灣：鄭仁君／香港：黃麗芳
溫泉旅館「鋼鐵屋」的第七代女老闆，看似一個不明底細的謎之女傑。原是從「學園無聊男」到「鬪魔王傑克」關東貧民街篇、黃金都市篇，以及「淒王傳說」中登場人物，外表也隨著作品不同而迥異。在本作中，為貫穿全場劇情的關鍵角色；外表以「鬪魔王傑克」關東羅剎組女老大為原型。
和敵我雙方都有很深的緣份，就算經常被刺殺，本人仍以相當誠懇的態度對待客人。本作中可見到她神秘的一面，還讓失去十藏的甲兒在店內接受鋼鐵五人組的嚴格鍛鍊。
原來是赫爾博士的愛徒而學習生物工學，不僅讓在巴特斯島中被發現的阿修羅男爵復活並且擔任作為生物化学者的十藏等人的助手。
和製造迦米亞Q和多瑙α1的德國天才科学家的史托洛海姆是翼原來的未婚夫，但翼卻和兜劍造結婚並且也生下甲兒和志郎。
因為彼古曼子爵的咒術，使她看到應該過世的天才駕駛員劍鐵也的亡靈，讓她因此病倒，但知道前來看病的阿修羅男爵是彼古曼子爵化身後，還是勇敢地把他趕走。
實際上是和劍鐵也久別的姐姐，當她從巴特斯島回來後才知道這件事。
最終決戰時，單獨拿著光子力炸彈，抱著要刺殺過去的丈夫「劍造」的覺悟而前往敵營。但在那裡聽到巴特斯島的真相和阿修羅男爵的角色，赫爾博士的目的後而受到衝擊。
鋼鐵五人組
庫洛斯
声：玄田哲章／台灣：康殿宏／香港：梁志達
臉上有著十字型的縫合傷痕的光頭巨漢，作為翼的右手而經常隨身伺候，當翼去德國時也跟著過去。與翼一樣都是以「鬪魔王傑克」裡面的角色為原型，平常雖然是鋼鐵屋的領班，實際上是個擁有能夠舉起指揮艇，撐住機械獸重量的怪力的人，皮膚下穿著超合金Z製的盔甲，在他發揮力量時，會叫出「超合金裝～備！！」的旁白。然後在「羅蕾萊篇」中有著和「疆古」相似的打扮。
人造皮膚下的装甲與「亞馬尻一家」的直次郎相當相似。
疆古
声：青山穰／台灣：夏治世／香港：梁志達
人稱「荒野疆古」。有著像鬼一樣纖細的身材且戴著披風及墨西哥帽的射擊高手。有著裝有超合金Z製的子彈的手槍「麥格農Z」。除了手槍外，大多使用來福槍，也擁有冷凍子彈等特殊裝備。平常時負責擔任接客人到鋼鐵屋的司機，但對於要刺殺他們的惡徒則車身分離，讓他們掉下懸崖解決掉。
菊之助
声：巴菁子／台灣：吳貴竹／香港：袁淑珍
鋼鐵屋的領班。是個身材嬌小的老婆婆，但在關鍵時刻可以用快到連視覺都留不住的速度來迷惑敵人，用超合金Z製的鐵線來綁住對手並且加以切開。實力被說是五人組中最強的。
似乎多少懂得一些醫術，當五人組成員在凱德拉的記憶世界身受重傷時，由她擔任翼的助手來幫忙治療。名字取自「亞馬尻一家」的女主角亞馬尻菊之助，而外表以該作品中無名的旅館婆婆為原型。
安
声：加藤將之／台灣：劉傑／香港：劉奕希
人稱「鼬鼠安仔」。平常擔任在溫泉中幫忙擦背的人，實際上是個爆破專家。特徵是戴著一副黃色的墨鏡。体内有著光子力炸彈。因為表現和個性都很開朗，所以常和暗黑寺及志郎一起行動，當迦米亞Q入浴時3個人還一起偷看，而成為五人組中的開心果。與暗黑寺一樣相當疼愛志郎。
最終決戰時，已經覺悟到要用縫在肚子裡的光子力炸彈一口氣把敵人炸掉，當從凱德拉的世界中回來時，發現被翼給拿走，而領悟到翼的內心是要帶著炸彈和劍造一起同歸於盡。
大師
鋼鐵屋的廚師和保鑣。使用超合金Z製的日本刀，而可以巧妙地殺死敵人。相當沉默，沒有人聽過他的聲音。另外有著和劍術一樣高明的料理實力，能在一瞬間之內把菜作好。
是第2話中暗黑寺刑警所追查的偽警官殺害事件的犯人，這些偽警官全部都是阿修羅男爵派出去的密探。因此讓暗黑寺對自己轄區中沒看過的警官的屍體而感到懷疑。

### 巴特斯島
赫爾博士
声：岸野一彦／台灣：康殿宏／香港：張炳強
企圖征服世界的怪老人。本作中也有描寫他的過去，是一位生物学的權威。和十藏及翼一起在邁錫尼遺跡中找到機械獸和之後的阿修羅男爵身體的古代邁錫尼男女的身體後，轉而要秘密實行自己的野心。手下有阿修羅軍團，鐵十字軍團，彼古曼子爵，兜劍造，兜十藏軍團等五大軍團。但是，彼古曼因為使用咒術戰鬥而沒有手下，劍造則是在起義前就死亡，十藏也以「如果和宙斯之手比起來，那些軍團就像是太陽比月亮那樣的不同」的理由而拒絕，使他其實沒有這麼大的規模的軍團。
最終決戰中，雖然讓巴特斯島接近熱海，但因為受到出乎意料的科学要塞研究所的反擊，讓他大部分的戰力遭到殲滅，於是自己駕駛機械獸「地獄王」出戰。
在他征服世界後，也考慮到要和復活的邁錫尼人戰鬥，所以這也是他需要光子力的理由。但由於阿修羅男爵在凱德拉的記憶世界知道真相而要攏絡甲兒他們，因此他的軍團變得相當脆弱導致崩壞。
在完整版裡的第1話開頭中就有最終決戰的場景，被分成兩半的自己爬到暗黑大將軍切成兩半的富士山熔岩裡而亡。死時完全接受輸給甲兒的事實，還留下「我會在地獄的深處，欣賞你們悲慘至極的模樣」的遺言。
阿修羅男爵
声：石飛幸治（男），山像香保里（女）／台灣：劉傑（男），林美秀（女）／香港：陳欣（男），袁淑珍（女）
「阿修羅軍團」的指揮官。因為超長期的保存，讓他們變成身體有一半腐爛掉的樣子而被發現，於是這兩位古代男女邁錫尼人崔斯坦和伊索德的左右半身被施以復活手術而加以合體起來。因為動手術的人有翼，所以讓他和對主人赫爾博士一様，被改造成無法攻擊翼。因此打算刺殺甲兒順便一併順手殺了翼，而派出五台迦米亞。但是也因為他同時進行機械獸大作戰而損失許多珍貴的機械獸，於是嘗到要向布洛肯伯爵低頭的恥辱。之後再次戰死，不過被赫爾博士給再次復活，而宣誓要對他絕對的效忠。屬下為鐵假面士兵。
在凱德拉的記憶世界中和過去的自己相遇，再次親眼看到凱德拉的消滅。並且為了破壞凱德拉，而在記憶世界中背叛了邁錫尼，接著還得知赫爾博士實際上把根本沒傷的他們，塗上腐蝕藥物的事實以及對他的邁錫尼同胞進行虐殺的行為後而決定背叛。不過由於赫爾博士的只能活下去的命令讓他無法背叛及自殺，於是向剛好在場的翼及甲兒提出合作計畫而策畫要殺掉赫爾博士。在赫爾博士被無敵鐵金剛打倒後，他的意志控制被解開而完成邁錫尼巫師的身份，以自己的命為代價而將邁錫尼的神明「暗黑大將軍及七大将軍」召喚到地球上。
原作、東映動畫版只有和一般人一樣的能力，本作中則是有著可以在海面上奔跑的速度，還可以親自空手打倒無敵鐵金剛，發揮出他超人般的威力。另外雖然幾乎沒碰到原作・東映動畫版的設定，不過本作中就像前述一樣，較為強調他作為邁錫尼人的身分，因此他有著因為對赫爾博士的忠誠心以及作為邁錫尼人的自己之間而產生苦惱的模樣。
在真正開始了偏離原作的原創發展的第16話開頭是要向漫画「惡魔人」的不動明致敬，而「阿修羅男爵的故事」則是擔任了帶領著看到現在的觀眾前往「新的無敵鐵金剛世界」的嚮導身份。如前述，本作的阿修羅男爵比起原作和東映動畫版，以及其他無敵鐵金剛系列有著更多的特寫。
布洛肯伯爵
声：稻葉實／台灣：曹冀魯／香港：陳廷軒
「鐵十字軍團」的指揮官。是個實力達到傳說等級的軍人。透過生化復活技術，讓他以頭和身體分離的狀態下而活過來。和阿修羅男爵處不來，把他當作扯後腿的角色而很看扁他。頭和阿修羅男爵一様，都被翼施以無法反抗她的改造。雖然他的模樣很奇怪但自尊心卻很強，不過也能看到他搞笑的一面（像是頭被人當作球一樣地玩）。決戰時，露出自己卑劣的個性而打算得到維納斯A，結果被憤怒的弓博士用光子力砲射殺。
本体是頭部。本作中和「無敵鐵金剛二部曲」一樣，能同時操控多數的身體，第19話中，則是和櫻多吾作版的「無敵鐵金剛」一樣，能使出快到可以製造出分身的高速來移動。
彼古曼子爵
声：望月健一／台灣：夏治世／香港：劉昭文
沒有部下和機械獸，而一個人就成為赫爾博士五大軍團之一的男人。是個能操控森羅萬象的咒術師。平常裝扮像是「鬪魔王傑克」鐵之城篇中盲人格鬥家吉姆·馬辛卡的非洲人紳士，体内上半身則是裝有以東映動畫版角色為準的彼古曼真身。幫助陷入困境的阿修羅男爵，因自己同樣被施以不能反抗翼的手術，而為了避免這種狀況，將自己的雙眼弄瞎。另外和外表一様，性格也比起東映動畫版而有大幅度的變更，對於任務老是失敗的阿修羅男爵說是同情他，也由於對赫爾博士的強烈的忠誠而和布洛肯伯爵一起奮鬥，成為很紳士且可向人妥協的角色。
在缺少阿修羅男爵的巴特斯島中，進行要將翼害死的詛咒儀式，而將亡者鐵也召喚出來以奪去她的元氣，但最終還是失敗。決戰時，全力投入到光子力研究所的作戰裡，但因遭到出乎意料的反擊，在逃走時被一個叫做「劍」的人斬殺。
在「鬪魔王傑克」鐵之城篇，吉姆·馬辛卡體內真身為擁有機械空手道最高稱號「Z」的機械神，酷似無敵鐵金剛。
迦米亞Q
声：雪野五月／台灣：吳貴竹／香港：林芷筠
阿修羅男爵為了暗殺甲兒（和翼）所派出來的金髮雙馬尾的女性仿生人。從Q1到Q5，總計有5台登場。原作中登場的只有Q1到Q3，Q4和Q5則是本作原創角色。
迦米亞Q3
五台迦米亞中，損傷最少的一台。為了要找到他的製造者史托洛海姆，而和翼一起到德國去，但遭到阿修羅男爵的攻擊，而和喜歡迦米亞並且同樣追到德國的暗黑寺一起失蹤。之後透過在史托洛海姆城中接上線路的兜劍造而修復好並且因此聽從他的命令，而和同樣受到劍造命令的暗黑寺一起行動。
因為劍造的改造，而可以控制光子力，最終話還阻止戈登吸收光子力。另外她也比修復前更容易表現出感情，對於赫爾博士還展現其正義感而說出充滿激情的話。在鋼鐵屋居住時，說是幫助酒席的餘興，於是應每個警察的要求而作出各式各樣的角色扮演。
被暗黑寺取上愛稱「迦米亞美眉」和「QQQ的小Q」。

### 邁錫尼帝國
暗黑大將軍
第一話・第二話的開頭以及最終話的終盤登場。透過阿修羅男爵的血之儀式，讓他和七大將軍一起復活。出現同時就用劍把富士山從中間劈開來，最終回有描寫之後的事情，在完整版第2話開頭中，能看到他擁有就算是大霹靂飛拳都無法貫穿的威力。
七大將軍
最終話中，只有影子登場。全員都搭乘哥林多柱、比暗黑大將軍先出現。
哥隆大公
声：梁田清之／台灣：曹冀魯／香港：林保全
古代邁錫尼人的戰鬥隊長，巴特斯島的司令，與阿修羅男爵前身的崔斯坦及伊索德是熟識。因宙斯擁有反叛之心，於是他和黑帝斯策畫讓宙斯陷入絕對的困境。現實世界中被布洛肯伯爵的數架身體自爆而被打倒，而在凱德拉的記憶世界中，遭到疆古和大師的攻擊而被殺死，到現在都還能活著的理由未明。最終話中，透過阿修羅男爵燃起復仇之心所進行的儀式，等待復活的七大軍團。
下半身像是劍齒虎牙齒的老虎，這隻老虎也有牠自己的意識。
第一話中，他從神殿帶來巨大的凱德拉要偷襲無敵鐵金剛Z，結果被宙斯之槍打倒。

### 神話時代
原是「Z魔神」中登場的角色。另外，邁錫尼人＝從太古時就降落到地球的外星人設定，則是來自於永井豪所畫的短篇「魔神凱撒 新魔神傳說」；而眾神（邁錫尼人）的宇宙船為「哥林多柱」。
宙斯
声：矢島正明／台灣：康殿宏／香港：陳廷軒
古代邁錫尼人記載，穿著黃金盔甲的巨神。和甲兒相遇時自稱真實身份為Z魔神，史托洛海姆和翼也知道他的名字。
阿修羅男爵和他的同胞因以前被宙斯消滅掉，於是視繼承其外表的無敵鐵金剛Z為仇敵。
每個神明與邁錫尼人的真面目都是在太古時因為發生星際戰爭，於是把地球當作重要據點而降臨下來的外星人。雖然被稱作眾神之王，卻反對消滅地球人而以一己之力發動叛亂。身上的盔甲在平常時是黑色的，戰鬥時則會被加以強化而發出黃金的光輝。
在凱德拉的記憶世界中，看到無敵鐵金剛Z的金剛飛拳攻擊，於是自己也加以模仿、把被砍下的手腕丟去打敗黑帝斯。
這個手腕之後在巴特斯島被發現並已經鍶合金化，於是被加以使用而開發出ENERGER Z，無敵鐵金剛Z和金剛神翼。另外這隻手腕也對劍造的反叛之心有所反應且加以壓制。至於宙斯本人則是行蹤不明。
「Z魔神」中宙斯的盔甲顏色在彩頁是鐵灰色，體內真身為Z魔神的雛型。
烏拉諾斯
声：飯塚昭三／香港：梁志達
比宙斯還要高等的神明。對於宙斯說出要保護地球人的話感到憤怒。沒有出現具體的身影，只以黑色的光芒出現。
黑帝斯
声：内海賢二／台灣：夏治世／香港：劉昭文
和宙斯並列的三大神明之一。是統治死者之國的冥府之王。作為宙斯的繼任人選而被交付管理地球。在16話以後的後期OP中能看到他一瞬間的影子。
與宙斯不一樣，贊成消滅地球人，而和哥隆大公聯手要來消滅宙斯。在凱德拉的記憶世界中，利用被俘的阿修羅男爵假裝成崔斯坦來偷襲宙斯，並且砍下宙斯一隻手腕而一度占有優勢，不過因為無敵鐵金剛Z的幫忙，用金剛飛拳擊中黑帝斯的眼睛，宙斯也有樣學樣以本身被砍下的手腕丟出金剛飛拳擊敗黑帝斯。因此在這場戰鬥中失去了軀體，只留下像是火焰般的型態，發誓要以黑暗帝王的身份率領七大軍團捲土重來，而和巴特斯島一起沉沒。在原本的世界中，還是同樣戰敗的結果。
黑帝斯與黑暗帝王的模樣分別出現在「Z魔神」和「大魔神」，不過兩者是同一人的設定是本作原創。
波賽頓
和宙斯並列的三大神明之一。
現在只有名字有登場。
喀拉達普拉
声：吉開清人／台灣：夏治世
有著像是大象骷髏的臉及兩個蛇頭的機械神。被邁錫尼人稱為勇者。出處則是來自石川賢的短篇「邁錫尼的恐怖遺產」中登場的合成機械獸喀拉達普拉MK01。在凱德拉的記憶世界中，受到安仔的光子力炸彈自爆攻擊，再遭到無敵鐵金剛的氣體硫酸而被擊敗。
現實世界中，呈現風化的狀態而被赫爾博士發現，之後成為機械獸喀拉塔K7和達普拉斯M2的原型。
崔斯坦
声：石飛幸治／台灣：劉傑／香港：陳欣
和哥隆大公相當親近的邁錫尼人的巫師。之後的阿修羅男爵的男半身。因為和哥隆大公的盟約，於是與妻子伊索德一起守護機械獸、還有其他同胞長眠在巴特斯島。
伊索德
声：山像香保里／台灣：林美秀／香港：袁淑珍
邁錫尼人的巫女，和丈夫崔斯坦一起長眠。之後的阿修羅男爵的女半身。有著想得到神的身體，而提議除去人類來立功的殘忍性格。

### 其他
暗黑寺刑警
声：伊丸岡篤／台灣：夏治世／香港：馮錦堂
熱海署的刑警，名字為「闇太郎」，常自稱「國家公權力的行使者」，在負責追查發生在熱海附近的假警官殺害事件的過程中，遇到兜十藏而與兜家結下不解之緣。
在無敵鐵金剛的初戰後，以作為甲兒護衛的身分而住在鋼鐵屋，在和迦米亞Q相遇以來，為了她那像是機器人的金髮以及優美的外型而瘋狂，當她的殘骸被送到德國時還跟著追到那邊，展現了對她的著迷，而且後來還和在史托洛海姆城中突然出現而正在復建的迦米亞暫時一起失蹤。
21話中終於回國，不過實際上是受到生存下來的劍造的密命，本人曰「來做一點特別的吧」而交給他可以打倒阿修羅，布洛肯，彼古曼的特殊子彈。但卻被翼的手拆穿了劍造交給他做的事情，而一度被關在鋼鐵屋中的光子力監獄裡，不過被劍造所救而逃出。雖然有著用子彈將彼古曼子爵的寄體給加以溶解的活躍表現，不過也有因為很快覺悟到要讓阿修羅男爵成為夥伴的作戰失敗，而出現了放棄及絕望的表情。
原作中，雖然自稱是「流氓的兒子成為警官」，但本作中則是說出「放棄家中危險的工作」。
數珠刑警
声：石川洋昭／台灣：康殿宏
被派到受赫爾博士狙擊的鋼鐵屋中擔任守護工作，是個指揮著有著黑道風格的警隊的警察隊長。似乎和翼及十藏是好友，身上攜帶的數珠，手銬，警棍都是用超合金Z所製。經常和暗黑寺一起行動。
劍鐵也
声：粟野史浩／台灣：劉傑／香港：巫哲棋
本編數十年前的天才機器人駕駛，和劍造是好友的關係。在邁錫尼遺跡的調査中以ENERGER Z的駕駛員身分同行且因此而死。他的操縱技術能用未完成的ENERGER Z將巨大的凱德拉打倒。讓在凱德拉的記憶世界中看到這個場面的甲兒說出「想要練出這樣的技術」。另外直覺相當敏銳，能一眼看穿宙斯之手還活著的事實。
外貌和性格與Z魔神版接近，是個有著爽朗性格的好青年，而在大魔神中對於身為孤兒的情節和心裡創傷則沒有表現出來。服裝和大魔神版一樣，只有圍巾從紫色變成紅色。
透過彼古曼子爵的儀式而以亡靈之姿出現在翼的面前。因為是亡靈而沒有表情，但在無敵鐵金剛裝備金剛神翼飛翔以及和甲兒及翼和解時展現笑容而歸天。
實際上是翼的弟弟，甲兒和志郎的舅舅。不過這個事實是翼從巴特斯島回來掃墓時，才第一次從寺裡的和尚那邊知道。
第25話中，打倒彼古曼真身的謎之影「劍」和劍鐵也相當像，但兩人關係不明。
史托洛海姆·海因里希
声：家弓家正／台灣：夏治世／香港：盧國權
迦米亞Q的製造者，德國天才科学家。過去喜歡翼，也不介意翼生了劍造的孩子，但因為他打算在十藏的最強機器人製造比賽中變成他的老公而被翼害死。之後透過赫爾博士而復活並且再度燃起自己的野心。打算完成最強的機器人多瑙α1，但被企圖奪取的阿修羅男爵攻擊而受了致命傷，於是在告訴當作女兒一樣養育的羅蕾萊她的出生秘密後而死。
羅蕾萊·海因里希
声：藤田咲／台灣：吳貴竹／香港：梁少霞
史托洛海姆的女兒，金髪碧眼的美少女（以原作的面貌為準）。在被志郎迎來到鋼鐵屋後，渡過相當快樂的時光，不過其真面目卻是仿生人，也是巨大機器人・多瑙α1的頭腦，製造者史托洛海姆為了讓多瑙α1變成擁有自我意識的完美機器人，而加以用心培育她。在她將頭上的蝴蝶結拔掉後而和多瑙α1進行合體，最後和無敵鐵金剛進行決鬥被打敗而死。
旁白
声：玄田哲章／台灣：夏治世／香港：陳欣
本作中旁白的份量相當多，對於劇中的狀況和登場人物的心情會有合適的解說。也會隨觸發出像是「鐵金～剛！！出～動～了！！！」等固有台詞的吼叫。
和機械獸瑪利歐N7戰中，有著在他說出「他們（甲兒和暗黑寺）能從馬利歐網地獄中逃出嗎？」之後，被甲兒頂嘴說出「不要廢話！」的場景。
最終回中，也擔任標題的旁白。

## 登場機械人

### 光子力研究所
無敵鐵金剛Z
由兜十藏親手作的機器人。本作中，是以宙斯的模樣而作出來。另外從第20話中翼的發言來看，它和ENERGER Z一樣由一部份宙斯的手腕而製造出來。
基本的設定只有手足都承襲原作，但初期稿受到石川賢短篇「邁錫尼恐怖的遺產」版強烈的意識影響。官網的最終印象圖中，有描寫無敵鐵金剛Z的瞳孔部份，原作中則沒有這方面的設定。
本作中武装是以原作漫畫版作為依據僅有金剛飛拳、高熱火焰、氣體硫酸、光子力熱線，其他武装如：金剛飛彈或後面追加的金剛飛刀等裝備只在《超級機械人大戰系列》補完，本作裡面並沒有出現。另外光子力熱線則被設定成比高熱火焰的威力還強。
第16話中，因凱德拉的失控讓無敵鐵金剛Z的光子力能源引起核心熔毀現象，這時就像是「魔王但丁」一樣的姿態。
擁有可以變成大霹靂飛拳的功能。
- 鐵甲飛拳

為鐵甲萬能俠的基本武裝之一。以光子力火箭推進射出的前臂，藉由2馬赫的速度以拳頭部位撞擊敵人；分離後也能以搖控方式任意操縱其飛行路徑。
- 高熱火焰

為鐵甲萬能俠的基本武裝之一。自胸前紅色高熱板部位所散發出足以瞬間將敵人熔化的3萬度高溫，也是鐵甲萬能俠最強的必殺絕招，不過由於能源消耗量極大長時間使用會造成機體過熱。
- 氣體硫酸

為鐵甲萬能俠的基本武裝之一。自口部散熱孔所吹出能將敵人裝甲脆化的強酸颶風；另外也有具有吹熄火焰的滅火效果。
- 光子力熱線

為鐵甲萬能俠的基本武裝之一。以光子力能源為基礎自雙眼射出的光線，每秒威力具有相當於份量10噸的炸藥。
迴旋指揮艇
金剛飛翼
12話能看到它的樣子，但13話中由於很快被格魯擊墜、破壞掉，所以之後就不再出現。
金剛神翼
代替金剛飛翼也是無敵鐵金剛Z最後且最強的飛翼。
由十藏將從巴特斯島帶回來的宙斯手腕加以改造而作出來，以「樹木要藏就要藏在森林中」的理由而在改造後藏在鍶合金中。在翼的呼喊下而出現在甲兒面前並且和無敵鐵金剛Z合體。
給予無敵鐵金剛強力的速度和防禦力，不但是氣體硫酸就算是高熱火焰也無法對它起作用。
大霹靂飛拳
和金剛神翼合体而初次就可以使用的無敵鐵金剛Z最強武器。
能收納頭部，大型的火箭發射器成為可以動的手指，翅膀包覆腳部，包含無敵鐵金剛的手腕部位5隻手臂將上半身包覆起來而變成像是巨大的拳頭，出自初期企畫「DAIMAZINGER」金剛飛拳的構想。這時會發出金色的光芒。用壓倒性的速度來突擊，而變成擁有能夠把東西打成只剩原子狀態的破壞力的宙斯之手狀態。
雖然初次使用時會花時間在變身上面，不過實際上可以很快變身，當把敵人打破後也能很快變回去。
在描寫邁錫尼降落時的完整版第1話和第2話開頭中，不但無法對暗黑大將軍造成傷害，反過來還讓無敵鐵金剛遭到破壞。
金剛飛拳百連發
最終決戰時，由魔神軍團一起秘密量產的無敵鐵金剛Z手腕。從被破壞的魔神軍團殘骸中出現，透過無敵鐵金剛Z的指揮而隊地獄王戈登進行怒濤般的猛攻。不但能個別發射也能合體發射變成超越大霹靂飛拳的巨大拳頭，可以貫穿幾近無敵的戈登身體。順便一提，因為是百連發，所以影片中有上百發的金剛飛拳飛舞交錯著。使用時甲兒說出「厲害的老鷹就會將爪子藏起來！」，讓赫爾博士大叫出「怎麼可能！」。
木蘭號
本作中，強調由合金Z（比超合金Z硬度還低的合金）製，有著能短暫擋住無敵鐵金剛Z的高熱火焰的防御力。第12話中因為和海底要塞撒路德一起爆炸而被消滅。
維納斯A
木蘭號的後繼機。是三博士受到莎也佳的請求而以她為原型所作出來。
和木蘭號有所差異，從當初就是被設計成用來戰鬥。還擁有噴射口可以飛行。
Z旋刀
維納斯A兩腕所裝備，超合金Z製的飛刀。
不僅發射出去後能將敵機切斷，還能遠距離操作。而且也能鑽入地裡。
阿強一號
阿強専用機器人。第16話中以光子力研究所的警備・作業用機器人身份初次登場，但是不是三博士開發則不明。由在光子力研究所打工的阿強，小莫和小杜一起操控。這時和東映動畫版有所差異，外觀變成和作業用的樸拙設計而成為搞笑機種。
23話中透過暗黑寺的話中，能知道它被改良且換色而以東映動畫版的設定登場。
比起小莫和小杜，雖然以阿強專用機器人而被命名成「阿強一號」，但阿強本人卻認為是個怪名。另外被小杜當成廢機一樣地對待。雖然看來非常廢不過卻相當有力，還能伸長手臂把陷入苦戰的阿修羅男爵所放的大型飛彈給拉了回來
最終決戰中，將打算要把留在鋼鐵屋的五人組加以蹂躪的機械獸阿修羅男爵加以抱緊，而被破壞到只剩頭部，但也換來了功績使得機械獸阿修羅男爵被破壞掉。雖然就這樣退出戰場，而只剩下頭部，但卻從接續面中放出電磁波拉起了沉到海底的無敵鐵金剛Z，把它交給甲兒來作最後的反攻。
密力翁α→密力翁α1
拜翁β→拜翁β2
獅王號γ→獅王號γ3
三博士藉著十藏的製造技術所作出來的機器人。和原作不一樣的是，雖然從一開始就登場但卻沒碰到它們作為量產型無敵鐵金剛的事情，只憑赤手空拳去挑戰機械獸而一直履敗履戰。第12話中，由於東他們覺悟到現在就算是三台機體也不敵機械獸，而決定以後要全力支援無敵鐵金剛。
21話以後被改造，密力翁加上光子力電磁砲，拜翁加上氣體硫酸，獅王號加上高熱火焰而可以使用無敵鐵金剛的攻擊技，就連駕駛座也變成用指揮艇合體的方式來操作。另外外表也稍微有所改變。
最終決戰中，一度受到機械獸軍團的猛攻而輸掉而遭到破壞，不過三台指揮艇未遭到破壞，而和從科学要塞研究所飛過來的無數同型機一起，對巴特斯島的残存兵力進行總攻擊，卻遭到巴特斯島的真正身分的地獄王戈登的攻擊，而讓全體無法戰鬥。不過實際上每個機體都秘密藏著金剛飛拳，並且由無敵鐵金剛Z的指揮、從殘骸之中發射出無數的金剛飛拳，對赫爾博士進行最後的攻擊。

### 巴特斯島
機械獸阿修羅男爵
阿修羅男爵専用機械獸。由赫爾博士所作被稱為最強的機械獸，是以阿修羅男爵為原型的強敵。由留在巴特斯島的鍶合金所作，它的力量還讓魔神軍團中用來戰鬥而新開發的維納斯A，用電擊一瞬間就讓它無法戰鬥。就算是機體被切開也能再合體起來，從巴特斯島殘留鍶合金提煉的超合金Z製披風能使大家的攻擊無效化。向宿敵無敵鐵金剛Z挑戰，但實際上這是阿修羅的陷阱，在決鬥場中出現的其實是偽物（多古拉、瑪古拉）和其他機械獸。本體則是在布德中指揮上陸的機械獸而讓熱海陷於一片火海。
不過受到無敵鐵金剛的阻擋而沒有突擊的機會，並且被阿強一號的捨身攻擊身受重創，在要撤退時遭到飛行要塞格魯波及而一起墜落。
機械獸布洛肯V2施耐德
布洛肯伯爵専用機械獸。本作原創機体。以布洛肯伯爵的頭為原型，在單片眼鏡的部位可以由布洛肯的頭來操控。在第1話許多登場的機械獸中，是唯一有提到正式名稱的機體。
就算自己的飛行要塞格魯被無敵鐵金剛Z擊落也依然固執地活下來，還對維納斯A用它的觸手加以凌虐而破壞，但受到從光子力研究所遺跡中升上來的科学要塞研究所的攻擊，而使得布洛肯伯爵變成一片灰燼。
機械獸喀拉塔K7
頭部有著巨大鐮刀，及像是骷髏頭的機械獸。偽裝成塔羅斯像登場，而初次和無敵鐵金剛Z對決。之後遭氣體硫酸擊敗。
機械獸達普拉斯M2
能發射高能量的雷射，有著兩個頭的機械獸。和喀拉塔K7一起偽裝成塔羅斯像登場。之後遭高熱火焰擊敗。
爆擊獸克洛伊X10
由格魯所投下，能夠自爆的機械獸。因此變成無法戰鬥。雖然目的是要透過自爆讓熱海的街道與無敵鐵金剛Z一起被消滅，不過落下途中，被最大能量的光子力光線攻擊而被打敗。有著號碼不一樣的兄弟機「X9」、「X11」、「X12」。
出處來自「克洛伊X」。設計則是以主角機「先鋒號」的爆擊機形態「空爆機器人 先鋒號」為原型。
機械獸諾奈卡哥H2
能夠上下分離而在巨大的身體間放出強力電磁網的機械獸。將木蘭號抓到體內，還把無敵鐵金剛Z用電磁網包圍住而企圖阻止指揮艇和它組合，不過遭到木蘭號爆破自己的右手而突破束縛，最後遭高熱火焰擊敗。
名字由來是擔任機械獸設計的野中剛。
機械獸史托隆卡T4
有著巨大風扇和鞭子的機械獸。被氣體硫酸所擊敗。
機械獸布蘭登J2
擁有巨大像是翅膀的耳朵的機械獸。被金剛飛拳擊敗。
機械獸布魯頓
裝備鎖甲而可以替換的機械獸。由於遭到無敵鐵金剛Z的秒殺而不曉得所用的武器。
機械獸特洛斯D7
有著能夠貫穿超合金Z的巨大角和四隻腳的機械獸。為了日本侵略作戰，而出現在大阪。對於無敵鐵金剛Z進行夾擊作戰。它的角將無敵鐵金剛Z的腹部貫穿一個大洞，不過之後和鬼火V9一起被擊敗。
機械獸金格坦X10
揮舞著和身高一樣高的兩把巨劍的機械獸。為了日本侵略作戰而在名古屋出現。在擊沉油輪後，將木蘭號切成兩半並且將莎也佳當作人質要作為阿修羅男爵的王牌，來引誘無敵鐵金剛過來。在甲兒等人搭無敵鐵金剛Z逃走時還踹了它一腳，之後受到赫爾博士的命令而和撒路德一起沉沒。
機械獸鬼火V9
兩個手腕附有鎖鏈的鐵球，頭部有著火焰的機械獸。為了日本侵略作戦，而在東京，引起東京一片火海。對於無敵鐵金剛Z進行夾擊作戰，不過之後和特洛斯D7一起被擊敗。
機械獸霸爾葛斯V5
身體有各種零件而可以分離出來，還能讓零件單獨行動的機械獸。能從胸部的臉上發射出超音波砲。造形看起來和無敵鐵金剛Z有點像，這是因為它是以古代邁錫尼鬥神為原型所作出來。作為日本侵略作戰的伏兵，而趁無敵鐵金剛Z到東京、大阪、名古屋時進行奇襲。還將尚未合體的無敵鐵金剛抓起來，要回收到撒路德中，但卻失敗。於是與無敵鐵金剛Z在水中進行纏鬥，遭到高熱火焰擊敗。
機械獸古羅沙姆X2
水中専用機械獸。為了防衛薩路德而出擊。頭部有巨大的剪刀，能從羽翼状的雙腕發射魚雷。用不輸於高熱火焰威力的超高熱光線和無敵鐵金剛對抗但卻遭到擊敗。
機械獸馬力歐N7
能從圓型的身體伸出無数的觸手，能從觸手發出的電波來自在操控懸絲傀儡（等身大的女性型機器人，兩隻手腕則是裝著鎌刀）攻擊甲兒和暗黑寺，被指揮艇的飛彈打倒。
機械獸利巴F9
布洛肯伯爵借給阿修羅男爵的機械獸。在關閉的頭部可以作為阿修羅男爵的駕駛艙，能用雙肩的噴射器飛行並企圖帶走多瑙α1，不過被覺醒的多瑙α1的鞭子加以切開，而就這樣掉到地上。
機械獸霸爾葛M4
像牛獸人的機械獸。受到無敵鐵金剛Z的攻擊而被擊敗，不過真正目的是要將凱德拉送到光子力研究所。
機械獸喀爾達C3
像鳥獸人的機械獸，体内被放入凱德拉。在和霸爾葛M4一起被擊敗後，讓殘骸中的凱德拉有機會侵入光子力研究所。
機械獸巴頓B7
有著空中用翅膀的機械獸。用胸部光線砲將迎擊的自衛隊戰機擊墜。
機械獸傑瑟J1
在空中等待自衛隊戰機，的圓盤狀機械獸。有三個長頭和六隻觸手狀的手腕，能用機体中央的風扇產生強大的吸力將自衛隊戰機群吸入而加以破壞。
機械獸古羅葛司G5
幫忙假阿修羅男爵的機械獸。有著會讓人覺得是昆蟲觸角的頭部，体內也被設置玻璃罩。原作中，會用玻璃罩將一般人抓為人質的戰術，本作中則沒有這個描寫。之後遭到金剛飛拳擊敗。
機械獸巴琴B9
幫忙假阿修羅男爵的機械獸。頭部放在裝滿液體的透明玻璃罩中。能用肩膀的突起物放出電磁波來操控重力，讓無敵鐵金剛Z飄浮空中，還奪走了金剛飛拳的控制權，不過之後被和金剛神翼合體的無敵鐵金剛Z用金剛飛拳擊敗。
機械獸烏努拉P9
幫忙假阿修羅男爵的機械獸。有著像是披著爬蟲類身體的披風，裝有槍和盾。它的盾能讓高熱火焰無效化。被金剛飛拳擊敗。
機械獸固奇U5
幫忙假阿修羅男爵的機械獸。能從胸部取出弓箭用巨大的弓來發射。所放的箭有很驚人的速度，不過被氣體硫酸給消滅。之後遭金剛飛拳擊倒。
機械獸霸馬拉斯Y1
幫忙假阿修羅男爵的機械獸。頭部和手腕有很多觸手，它的觸手將無敵鐵金剛Z纏住而使它無法動彈。之後被金剛飛拳擊倒。
機械獸亞布多勒U6
幫忙假阿修羅男爵的機械獸。有著會讓人想到是古代埃及士兵的設計。制住無敵鐵金剛Z的攻擊，而以自己的怪力壓倒無敵鐵金剛Z。雖然能制止住，並擔任受到高熱火焰及機械獸們光線攻擊的犧牲品的角色，不過也遭到出現的金剛神翼攻擊而被擊敗。
機械獸多古拉S1
機械獸瑪古拉F2
二身一體的機械獸，偽裝成機械獸阿修羅男爵引無敵鐵金剛Z前至十國嶺赴約。可放出強力電擊；被金剛飛拳擊倒。
ENERGER Z
從第16話的新OP登場，和無敵鐵金剛Z很像的機器人。出處來自無敵鐵金剛的原案設定，另稱「IRON Z」。
雖然外表和無敵鐵金剛Z很像，但胸部的放熱板，頭部的設定還是有所不同。操縱裝置不用指揮艇，而是用指揮号機車。背後設置斜面而可以讓機車直接上來和ENERGER Z的頭部合体，並且當作駕駛座操作。
第19話中能知道被赫爾博士軍團掌控。彼古曼子爵曰「秘技中的祕技」，當彼古曼向赫爾博士請求予許使用時，還讓布洛肯伯爵因此吃驚。另外在回憶中，是由兜十藏和劍造共同開發，在劍鐵也在時，頭部和高熱火焰用的裝甲都沒有，只用裝有一個駕駛座的未完成機體出戰，不過被描述只用空手和放出光子力就將巨大的凱德拉擊敗。
第20話的回憶場景中出現了完整的機體，為了測試性能而和被發掘機械獸們對戰並且能看它優秀的戰鬥能力。在要從巴特斯島逃出時，透過鐵也的操控將宙斯之手帶出，還救了陷入困境的十藏與翼，不過在遭到被凱德拉附身的劍造的觸手將機車拔出後而因此失效。
在同樣第20話中，和無敵鐵金剛Z的直接對決中，有著比無敵鐵金剛Z更強的性能，讓甲兒因此陷於苦戰。21話中，由於光子力的核融現象而呈現高熱化的現象。雖然受到布洛肯的遠距離操作而企圖要消滅熱海與無敵鐵金剛Z，不過在無敵鐵金剛Z和金剛神翼合體而使出大霹靂飛拳的攻擊下，而被擊個粉碎。
OP中使出和大魔神的金剛閃電很像的武器、從耳邊的角那裡放出電擊，不過本作中未使用。
海底要塞撒路德
阿修羅男爵的移動要塞。上半身像是充滿岩石的島嶼。第12話中受到格魯的攻擊後，阿修羅男爵讓原子爐失控引起核爆而在海裡被炸散。
海底要塞布德
隨著撒路德被炸掉，新出動的移動要塞。上半部有著像臉一樣的發射口，可以變成巨大的潛水艇。和撒路德一樣，交給阿修羅男爵，最終決戰中，和格魯一起侵略日本。以阿修羅男爵的母艦為首，有許多布德接近熱海近並且將機械獸送到陸上。
飛行要塞格魯
交給布洛肯伯爵的移動要塞。有著像是鳥也像是翼龍的設定，腹中能容讓許多機械獸。由於機体内部遭無敵鐵金剛Z突擊而在第1話中被擊墜，從阿修羅男爵的頭上落下。
地獄王戈登
赫爾博士專用的巨大機械獸。由劍造所修復的巴特斯島真面目。在他失去部下和戰力後的最後王牌，從巴特斯島的殘骸中升起。
擁有戈登旋風、戈登火焰、鐵指結界等和巨大身體相合的強力武装，威力能夠將魔神軍團的所有攻擊反彈回去。就連科学要塞研究所的光子力砲也無法造成損害，反過來還吸收研究所全部累積的光子力，不過被受到劍造命令的迦米亞妨害其吸收，而且還因為阿修羅男爵的幫忙讓指揮艇入侵而從內部破壞整個系統。之後在無敵鐵金剛所指揮的金剛飛拳百連發的攻擊下被一刀兩斷，最後還遭到大霹靂飛拳的攻擊而遭完全破壞掉。
作為和無敵鐵金剛Z最終決戰的王牌，它本來的角色，是為了對抗復活的邁錫尼帝国而用來蓄積光子力的容器。

### 其他
凱德拉
第1話中登場的古代邁錫尼的戰鬥頭腦，出處來自石川賢的短篇「邁錫尼的恐怖遺產」。邁錫尼眾神是由凱德拉駕馭機械獸，被宙斯擊毀後將凱德拉救出來保存，待他日與巴特斯島一同返回邁錫尼。因凱德拉難以控制，於是赫爾博士改用「巴特斯杖」指揮機械獸。
獨眼且獠牙，長的就像是章魚，有著能夠侵入機體中樞而自在操作的能力，其他還靠著吃機體來成長的能力。玻璃罩裡面則是邁錫尼人的腦袋，被教育要消滅邁錫尼以外的異文明。當赫爾博士得知送到無敵鐵金剛Z那台的凱德拉失控，而下令將所有凱德拉都破壞掉。雖然單機的戰鬥能力不及於機械獸，不過殺人是綽綽有餘。
附著於無敵鐵金剛Z時引起光子力外洩現象，在把它和無敵鐵金剛Z分離之後，與從空中降下多個位於巴特斯島的邁錫尼遺產的「哥林多柱」合體，而企圖一併奪取光子力研究所底下的鍶合金礦石。哥林多柱內部則是有基於凱德拉記憶所作出來如實際般虛擬的神話世界。
第19話的回憶中，出現和機械獸一樣巨大凱德拉，不過被劍鐵也操作未完成的ENERGER Z給打倒。
大魔神
第1話和第25話和頭部駕駛艙一起出現，且由叫作「劍」的謎之人物所操控，但卻在一瞬間消失。本作有其初期設定。
多瑙α1
由被赫爾博士復活過來的史托洛海姆所設計，胸部有著女性臉孔的黑色機器人。只要跟羅蕾萊合體就能抗拒巴特斯杖，本身變成史托洛海姆喜愛的多瑙河的藍色，並且被設計成擁有自我意識、可以打倒無敵鐵金剛Z的最強機器人。頭頂上有鞭子，腹部有飛彈，胸部的女性性臉孔周圍則有著可以吹出反射氣體硫酸和高熱火焰的強烈巨風的風扇「日爾曼暴風雪」，且善於戰鬥；最後頭被拔下來擊倒。
雖然東映動畫版登場時，被變更成有著和羅蕾萊傳說的河川同名的萊茵X1及女性風貌，不過本作中則是以原作的名稱和外表為準。
塔羅斯像
在巴特斯島為赫爾博士挖掘同是邁錫尼遺產的機械巨人。出典自「Z魔神」的青銅巨人塔羅斯。

## 製作人員
- 原作：永井豪
- 企画：永井隆、井上俊次、川城和實
- 系列構成、脚本、監督：今川泰宏
- 人物設計：竹内進二
- 魔神&機械獸設計：野中剛
- 機械設計：本橋秀之、中原禮
- 音樂：宮川彬良
- 音樂制作：Lantis
- 音樂製作人：井上俊次
- 音響監督：本山哲
- 音響效果：今野康之
- 音響制作：OMNIBUS PROMOTION
- 錄音工作室：OMNIBUS JAPAN三分坂工作室
- 美術監督：武藤正敏
- 編集：瀨山武司、松原理惠
- 色彩設計：菊地和子、井上明子
- 攝影監督：桑良人
- 動畫製作人：龜谷正博
- 製作人：德原八州、永井一臣、南喜長、小池克實、森本浩二、長谷部大樹
- 動畫制作：BEE･MEDIA、Code
- 製作：鋼鐵屋（DYNAMIC企画、Lantis、Bandai Visual）

## 主題曲
片頭曲
- 「Knight」（第2 - 15話）

作詞：伊達步、影山浩宣／作曲：水谷公生／編曲：LAZY／歌：ULTIMATE LAZY for MAZINGER（LAZY、奥田民生、齊藤和義、JAM Project）
- 「 - The Guardian」（第16 - 25話）

作詞、作曲：影山浩宣／編曲：須藤賢一／歌：JAM Project
片尾曲
- 「Brand New World」（第1 - 13話）

作詞：兒玉沙織／作曲：瀨名／編曲：A-bee／歌：麻生夏子
- 「坚强之勇者」（強き者よ）（第14 - 25話）

作詞：秋元康／作曲：上田晃司／編曲：野中雄一／歌：SKE48
插入曲
- 「Knight」（第26話，同片頭曲）
- （第26話，同片尾曲）

## 各話標題
| 話数 | 日文標題 | 中文標題                     | 中文標題                     | 中文標題                       | 中文標題                       | 脚本     | 分鏡              | 演出              | 作画監督                                     |
| 話数 | 日文標題 | 臺灣                         | 臺灣                         | 香港                           | 香港                           | 脚本     | 分鏡              | 演出              | 作画監督                                     |
| 話数 | 日文標題 | 普威爾                       | Animax                       | TVB                            | 洲立影視                       | 脚本     | 分鏡              | 演出              | 作画監督                                     |
| ---- | -------- | ---------------------------- | ---------------------------- | ------------------------------ | ------------------------------ | -------- | ----------------- | ----------------- | -------------------------------------------- |
| 1    |          | 大團圓                       | 大集結                       | 大集合                         | 大團圓                         | 今川泰宏 | 今川泰宏          | 夕澄慶英 中原禮。 | 中村深雪                                     |
| 2    |          | 始動！無敵鐵金剛！           | 始動！無敵鐵金剛！           | 始動！鐵甲萬能俠！             | 起動！鐵甲萬能俠！             | 今川泰宏 | 青柳宏宣 今川泰宏 | 齋藤道子          | 赤尾良太郎 飯飼一幸                          |
| 3    |          | 出擊！阿修羅軍團！           | 出擊！阿修羅軍團！           | 出擊！阿修羅軍團！             | 出擊！修羅軍團！               | 今川泰宏 | 下司泰弘          | 下司泰弘          | 飯飼一幸                                     |
| 4    |          | 激戰！機械獸vs無敵鐵金剛     | 激戰！機械獸vs無敵鐵金剛     | 激戰！機械獸對鐵甲萬能俠       | 激戰！機械獸vs鐵甲萬能俠       | 今川泰宏 | 大野和寿 今川泰宏 | 中原禮。 畠山茂樹 | 服部憲知 濱川修二郎                          |
| 5    |          | 強襲！布洛肯伯爵             | 強襲！布洛肯伯爵             | 強襲！布羅肯伯爵               | 強襲！布羅肯伯爵               | 今川泰宏 | 添田和弘 今川泰宏 | 榎本守            | 武内啟                                       |
| 6    |          | 發射！光子力熱線！！         | 發射！光子力熱線！！         | 發射！光子力熱線！！           | 發射！光子力熱線！！           | 今川泰宏 | 今川泰宏          | 山内東生雄        | 青葉恒 横山淳一                              |
| 7    |          | 傳說！巴特斯島的機械獸！     | 傳說！巴特斯島的機械獸！     | 傳說！巴特斯島的機械獸！       | 傳說！巴多斯島的機械獸！       | 今川泰宏 | 夕澄慶英 今川泰宏 | 關田修            | 飯飼一幸                                     |
| 8    |          | 誕生！阿修羅男爵！           | 誕生！阿修羅男爵！           | 誕生！阿修羅男爵！             | 誕生！修羅男爵！               | 今川泰宏 | 上田茂 今川泰宏   | 寺澤伸介          | 寺澤伸介 德田夢之介                          |
| 9    |          | 發動！日本侵略作戰！         | 發動！日本侵略作戰！         | 發動！日本侵略作戰！           | 發動！日本侵略作戰！           | 今川泰宏 | 大野和寿 今川泰宏 | 關田修            | 臼田美夫                                     |
| 10   |          | 鐵壁！鋼鐵五人組！           | 鐵壁！鋼鐵五人組！           | 鐵壁！黑金五人眾！             | 鐵壁！黑金五人眾！             | 今川泰宏 | 中原禮。          | 河村智之          | 藤原未来夫 山下将仁                          |
| 11   |          | 夾擊！機械獸大作戰！         | 夾擊！機械獸大作戰！         | 夾擊！機械獸大作戰！           | 夾擊！機械獸大作戰！           | 今川泰宏 | 中原禮。          | 大平直樹          | 伊藤岳史 阿部宗孝                            |
| 12   |          | 逃出！海底要塞撒路德！       | 逃出！海底要塞撒路德！       | 逃出！海底要塞沙魯多！         | 逃出！海底要塞沙魯多！         | 今川泰宏 | 芝久保            | 鈴野貴一          | 飯飼一幸                                     |
| 13   |          | 初戀？美少女羅蕾萊！         | 初戀？美少女羅蕾萊！         | 初戀？美少女羅莉拉！           | 初戀？美少女羅麗萊！           | 今川泰宏 | 村上勉 今川泰宏   | くるおひろし      | 香田知樹 才木康寬 重松晋一 郡竹隆治 野道佳代 |
| 14   |          | 慚楚！兜家重罪遭揭發！       | 慚愧！揭發兜家重罪！         | 慚愧！被揭露的兜家大罪！       | 慚愧！被揭發的兜家大罪！       | 今川泰宏 | 今川泰宏          | 大西景介          | 武田和久 大原太一郎 鏑木勉                   |
| 15   |          | 對決！悲傷的藍色多瑙！       | 對決！悲傷的藍色多瑙！       | 對決！悲傷的藍色多瑙河！       | 對決！悲傷的藍色多瑙河！       | 今川泰宏 | 神原敏昭 今川泰宏 | 鈴野貴一          | 飯飼一幸                                     |
| 16   |          | 挖掘！戰鬥頭腦凱德拉！       | 挖掘！戰鬥頭腦凱德拉！       | 挖掘！戰鬥頭腦基杜拉！         | 發掘！戰鬥頭腦凱德拉！         | 今川泰宏 | 臼田美夫 今川泰宏 | 齊藤德明          | 河井淳 小野和寬                              |
| 17   |          | 共鬥！危險的過往之旅！       | 共鬥！危險的過往之旅！       | 共鬥！危險的過去之旅！         | 聯手作戰！危險的過去之旅！     | 今川泰宏 | 齊藤哲人          | 畠山茂樹          | 野道佳代 郡竹隆治 井畑翔太 吉岡敏幸          |
| 18   |          | 消滅！邁錫尼之末日！         | 消滅！邁錫尼之末日！         | 消滅！邁錫尼的最後一天！       | 消滅！邁錫尼的末日！           | 今川泰宏 | 今川泰宏          | 大平直樹          | 大平直樹 藤原未来夫 山下将仁                 |
| 19   |          | 遺恨！鋼鐵屋最長的一日！前篇 | 遺恨！鋼鐵屋最長的一日！前篇 | 遺恨！黑金屋最漫長的一天！前篇 | 遺憾！黑金屋最漫長的一天！前編 | 今川泰宏 | 今川泰宏          | 佐佐木真哉        | 小菅洋                                       |
| 20   |          | 遺恨！鋼鐵屋最長的一日！中篇 | 遺恨！鋼鐵屋最長的一日！中篇 | 遺恨！黑金屋最漫長的一天！中篇 | 遺憾！黑金屋最漫長的一天！中編 | 今川泰宏 | 今川泰宏          | 嵯峨敏            | 能地清                                       |
| 21   |          | 遺恨！鋼鐵屋最長的一日！後篇 | 遺恨！鋼鐵屋最長的一日！後篇 | 遺恨！黑金屋最漫長的一天！後篇 | 遺憾！黑金屋最漫長的一天！後編 | 今川泰宏 | 今川泰宏          | くるおひろし      | 德田夢之介                                   |
| 22   |          | 夢幻！長眠繭中的阿修羅！     | 夢幻！長眠繭中的阿修羅！     | 夢幻！繭中長睡的阿修羅！       | 夢幻！沉睡之繭中的修羅男爵     | 今川泰宏 | 今川泰宏          | 浦尾斗夢          | 高橋朝雄                                     |
| 23   |          | 逼近！機械獸阿修羅男爵！     | 逼近！機械獸阿修羅男爵！     | 近接！機械獸阿修羅男爵！       | 接近！機械獸修羅男爵！         | 今川泰宏 | 齊藤哲人          | 齊藤德明          | 小野和寬 河井淳                              |
| 24   |          | 存亡！赫爾博士總攻擊！       | 存亡！赫爾博士總攻擊！       | 死線！地獄博士總攻擊！         | 死線！總攻擊地獄博士！         | 今川泰宏 | 今川泰宏          | 大平直樹          | 大平直樹 阿部宗孝                            |
| 25   |          | 逆轉！巴特斯的落日！         | 逆轉！巴特斯的落日！         | 逆轉！巴特斯島的落日！         | 逆轉！巴多斯島的落日！         | 今川泰宏 | 今川泰宏          | 嵯峨敏            | 飯飼一幸 服部憲知                            |
| 26   |          | 決戰！金剛飛拳百連發！       | 決戰！金剛飛拳百連發！       | 決戰！鐵甲飛拳連放百發！       | 了斷！鐵甲飛拳百連發！         | 今川泰宏 | 今川泰宏          | 佐佐木真哉        | 横田守                                       |

## 播放電視台
日本深夜動畫：下文記載的日本国内播放時間使用日本標準時間（UTC+9）表示。因為部分時間标识會採用30小时制，因此請留意这类超过24:00的时间，其實際播放時間為翌日清晨。
| 電視台         | 播映期間                | 播映時間                  | 所屬聯播網 |
| -------------- | ----------------------- | ------------------------- | ---------- |
| 東京電視台     | 2009年4月4日 - 9月26日  | 星期六23時20分 - 23時45分 | 東京電視網 |
| TV北海道       | 2009年4月4日 - 9月26日  | 星期六23時20分 - 23時45分 | 東京電視網 |
| 愛知電視台     | 2009年4月4日 - 9月26日  | 星期六23時20分 - 23時45分 | 東京電視網 |
| 大阪電視台     | 2009年4月4日 - 9月26日  | 星期六23時20分 - 23時45分 | 東京電視網 |
| 瀨戶內電視台   | 2009年4月4日 - 9月26日  | 星期六23時20分 - 23時45分 | 東京電視網 |
| TVQ九州放送    | 2009年4月4日 - 9月26日  | 星期六23時20分 - 23時45分 | 東京電視網 |
| 岐阜放送       | 2009年4月4日 - 9月26日  | 星期六23時20分 - 23時45分 | 独立UHF局  |
| BANDAI CHANNEL | 2009年4月4日 - 9月26日  | 星期六24時00分 更新       | 網路電視   |
| 三重電視台     | 2009年4月13日 - 10月5日 | 星期一24時50分 - 25時15分 | 独立UHF局  |
| AT-X           | 2009年5月17日 - 11月8日 | 星期日8時00分 - 8時30分   | 衛星電視   |
| 琵琶湖放送     | 2010年6月23日 -         | 星期三19時28分 - 19時55分 | 独立UHF局  |

| 東京電視台 星期六23:20-23:45節目 | 東京電視台 星期六23:20-23:45節目                | 東京電視台 星期六23:20-23:45節目 |
| -------------------------------- | ----------------------------------------------- | -------------------------------- |
|                                  | 真魔神 衝擊！Z篇 （2009年4月4日-2009年9月26日） |                                  |
| （移往22:55）                    | neo sports （移往23:45）                        |                                  |
| 東京電視台星期六深夜動畫節目     |                                                 |                                  |
| -                                | 真魔神 衝擊！Z篇                                | 信蜂                             |

| Animax 星期一至五20:30-21:00節目 | Animax 星期一至五20:30-21:00節目                       | Animax 星期一至五20:30-21:00節目 |
| -------------------------------- | ------------------------------------------------------ | -------------------------------- |
|                                  | 真無敵鐵金鋼 衝擊！Z篇 （2010年6月22日-2010年7月27日） |                                  |
| 羅密歐×茱麗葉                    | 狼與辛香料                                             |                                  |

| J2台 星期一至四21:30-22:00節目 | J2台 星期一至四21:30-22:00節目                                           | J2台 星期一至四21:30-22:00節目 |
| ------------------------------ | ------------------------------------------------------------------------ | ------------------------------ |
|                                | 鐵甲萬能俠Z （2011年2月16日－2011年3月31日）                             |                                |
| 天使心（重播）                 | 藍龍 （此時段改為星期一至五21:30-22:00） （2011年4月1日－2011年6月10日） |                                |

| 翡翠台 星期日10:00-11:00節目 2012年9月16日10:00-10:30 2012年10月14日、10月21日停播 2012年10月28日、11月18日、2013年1月6日10:00-10:30 | 翡翠台 星期日10:00-11:00節目 2012年9月16日10:00-10:30 2012年10月14日、10月21日停播 2012年10月28日、11月18日、2013年1月6日10:00-10:30 | 翡翠台 星期日10:00-11:00節目 2012年9月16日10:00-10:30 2012年10月14日、10月21日停播 2012年10月28日、11月18日、2013年1月6日10:00-10:30 |
| --- | --- | --- |
| | 鐵甲萬能俠Z （重播） （2012年9月16日－2013年1月6日）                                                                                 | |
| FAIRY TAIL魔導少年（重播） (10:00-10:35)我們這一家VI (10:35-11:00)                                                                   | 聖鬥士星矢 The Lost Canvas冥王神話 （重播）                                                                                          | |

## 出現的遊戲
PlayStation Portable
第2次超級機器人大戰Z 破界篇：初登場，並接替《超級機器人大戰Z》內的《無敵鐵金剛》成為參戰作品。
第2次超級機器人大戰Z 再世篇
超級機器人大戰Operation Extend
PlayStation 3/PlayStation Vita
第3次超級機器人大戰Z 時獄篇
第3次超級機器人大戰Z 天獄篇
任天堂3DS
超級機器人大戰BX：首次參戰3DS的平台，兜甲兒並能與《魔神凱撒SKL》的海動劍及真上遼使出的合體技。
PlayStation 4/PlayStation Vita
超級機器人大戰V：與世界觀有關連的《真魔神ZERO》共同參戰
超級機器人大戰X

## 漫畫

### 真魔神ZERO
從秋田書店「CHAMPION RED」2009年6月号連載中。編劇為田畑由秋，作畫為余湖裕輝。在動畫的贊助表裡有被稱呼為“支援連載”。故事為原創，除了以「無敵鐵金剛」為原作之外，和《真魔神 衝擊！Z篇》沒有共通點。

### 真魔神 衝擊！H篇
在「CHAMPION RED」2009年10月号發表的短篇漫画。作者為永井豪&DYNAMIC企画。以莎也佳為主，有著色色的鏡頭，並且世界觀和現在的無敵鐵金剛世界作品沒有關連。

## 外部連結
- https://www.shin-mazinger.com/ （页面存档备份，存于）（日語）
- 鋼鐵屋（日語）
- 光子力研究所（日語）
- 東京電視台動畫網站 （页面存档备份，存于）（日語）